# Wests komet
Wests komet (C/1975 V1) är en långperiodisk komet som upptäcktes av Richard West i november 1975 när han undersökte fotografiska plåtar tagna i september vid La Sillaobservatoriet i Chile. Kometen var bäst synlig under februari och mars 1976. Med magnituden -3 är det den ljusaste kometen på norra hemisfären sedan komet Ikeya-Seki år 1965. Den nådde sitt perihelium den 25 februari 1976 varefter kärnan bröts upp i minst fyra fragment. Kometens omloppstid är av ordningen 500 000 år.